# Palacio Incaico de La Puerta

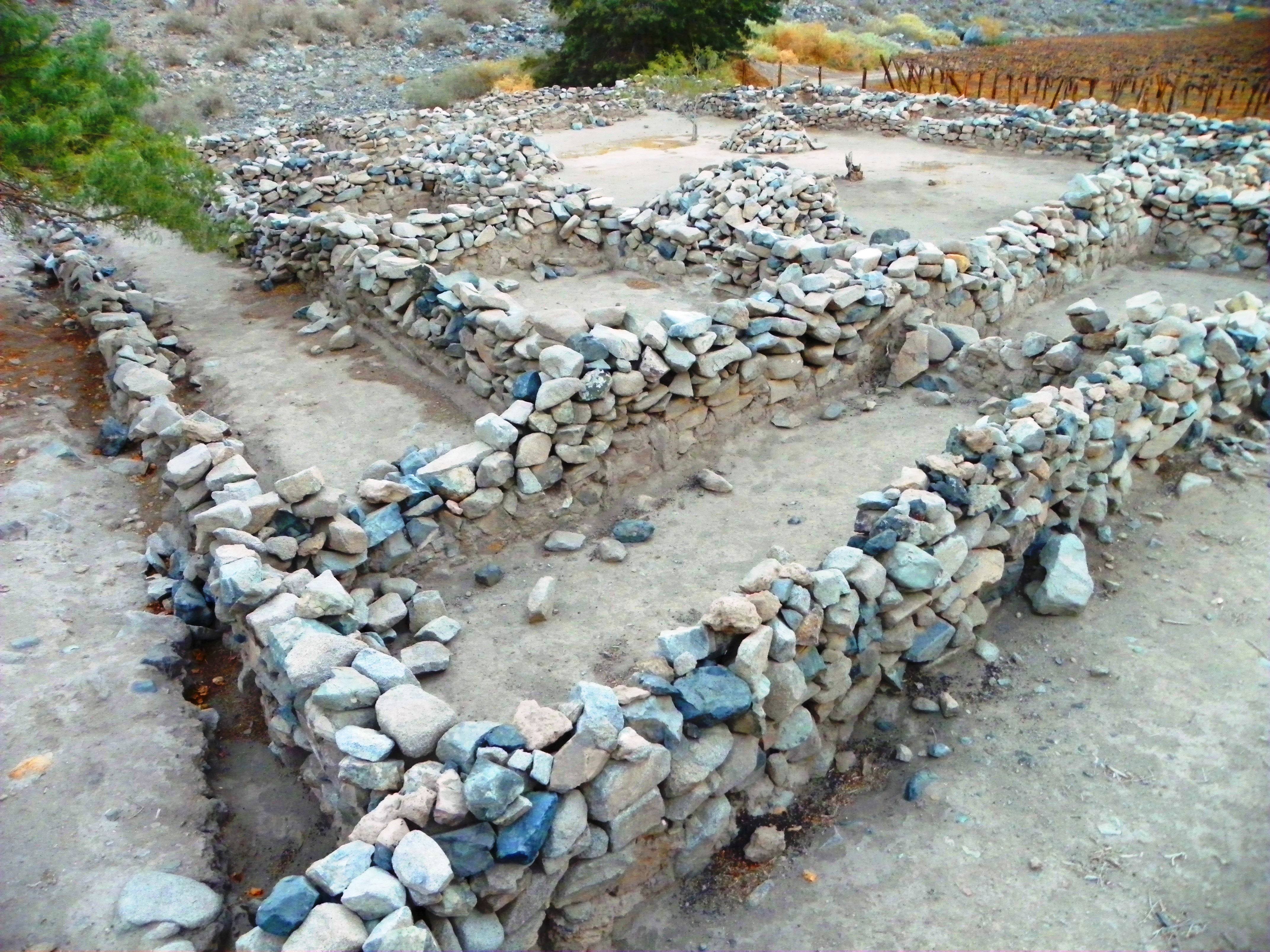
Palacete incaico La Puerta

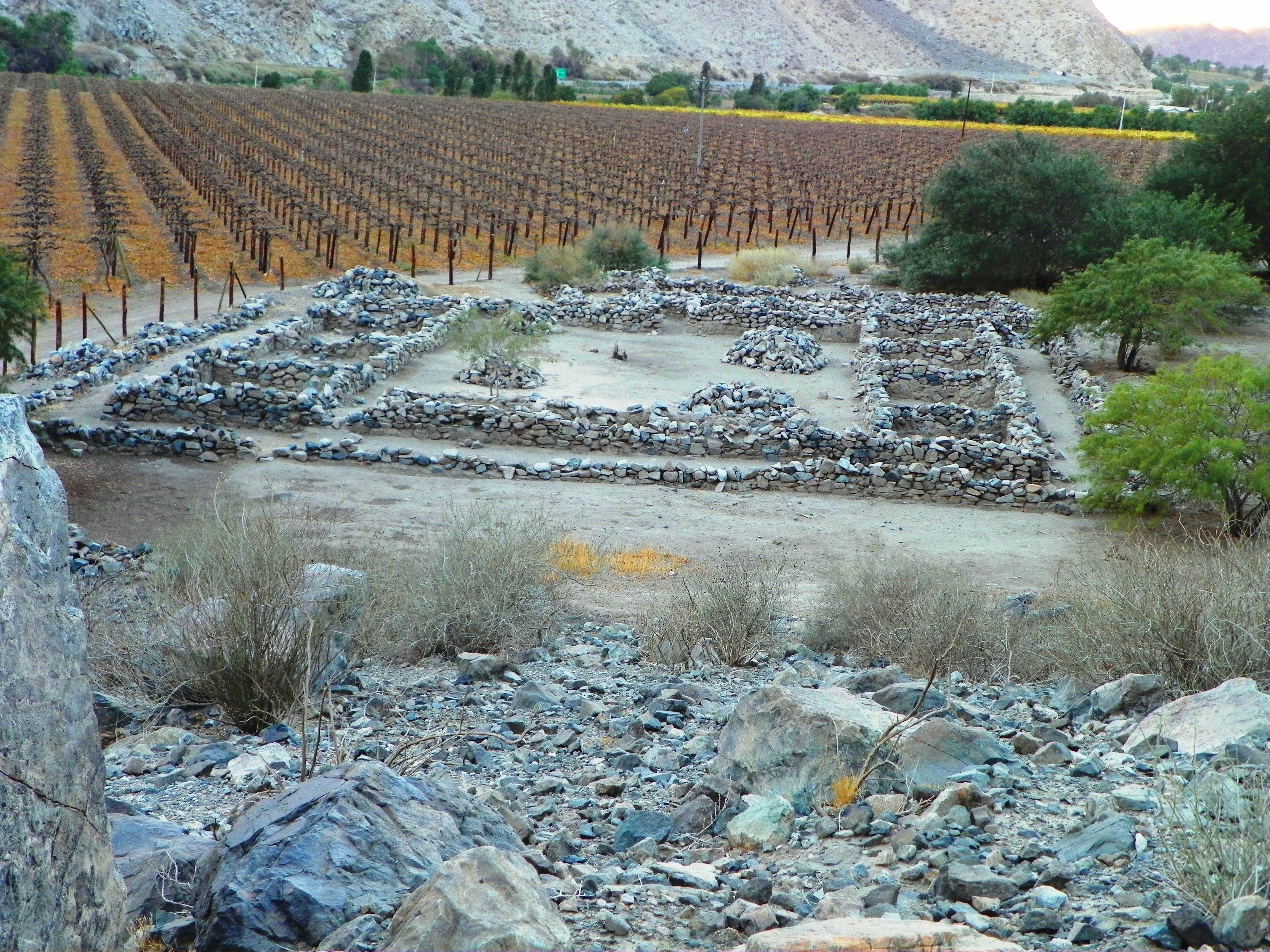
Palacete Incaico La Puerta

El Palacio Incaico de La Puerta es un antiguo palacio declarado monumento nacional el 13 de julio de 1982, mediante el decreto D.S. 2558.
Se ubica a unos 2 kilómetros al noroeste de la localidad de Los Loros en la Comuna de Tierra Amarilla, de la Provincia de Copiapó, Chile.
Corresponde a un recinto pircado de 30 x 40 metros, de 1 metro de altura, aproximadamente.

## Origen
Existen diferentes versiones sobre su origen:
1. Origen Inca Diaguita. Correspondería a un centro administrativo asociado a la fundición inca-diaguita de Viña del Cerro, distante a unos 12 kilómetros en dirección sudeste.
2. Origen Español. Correspondería a la primera urbanización de la ciudad de Copiapó, posiblemente se trataría del fuerte fundado en 1548 por Juan Bohón.

Sin embargo, debe notarse que el pequeño palacio está rodeado de dos cementerios destinados a enterramientos de tipo tumular. Las campañas de excavación han puesto en evidencia que las tumbas pertenecen al Período Medio. Se ha descubierto, además, que conservan viejas tradiciones del Complejo El Molle de Copiapó. Estos hallazgos echan por tierra la teoría que por mucho tiempo sostuvo que los restos del sitio correspondían a las ruinas del fuerte que Juan Bohón erigiera en su campaña de pacificación del valle. Por el contrario, todo el complejo fue realizado por indígenas precedentes a la llegada hispana.